# Série Z des archives départementales
La série Z des archives départementales est la série des Archives départementales, en France, qui est consacrée aux archives des sous-préfectures du département depuis 1800 en vertu d'une circulaire inter-ministérielle en date du 12 octobre 1926 confirmée par une circulaire des Archives nationales du 16 décembre 1965. La série recueillerait donc en principe la « trace concrète des activités administratives des arrondissements » .

## Formation de la série
Le contenu de ce fonds varie nettement d'un département à l'autre sachant que les archives des sous-préfectures ont pu être diversement - en partie ou en totalité - réparties dans les autres séries modernes auxquelles elles sont étroitement liées administrativement (série M à Y). Pour cette raison, si beaucoup de départements dénombrent quelques centaines de mètres linéaire pour cette série, le Guide des Archives de l'Allier avertit le lecteur de l'absence de cette série pour ce dépôt, non par destructions mais par « démembrements ». Il précise que dorénavant et conformément aux principes de l'archivistique chaque versement d'archives de cette nature se voit attribuer une cote de la série W. Par ailleurs et plus anecdoctiquement, la série pourrait contenir, en application du cadre de classement de 1841, des affaires n'ayant pas trouvé place dans les séries K à Y. De plus, faisant en théorie double-emploi avec les archives de la préfecture, des éliminations sont opérées lors des tris et classements
À chaque sous-préfecture correspond une sous-série (« 1 Z » ; « 2 Z » ; etc.) et celle-ci est ordonnée en principe en calquant l'ordre et la répartition des matières entre les séries M à Y, par exemple de « Personnel administratif » (M) à « Prisonniers » (Y), en passant par « Affaires communales » (O) et « Instruction publique » (T).

## Intérêt administratif et historique
Quelle que soit leur série, ces dossiers peuvent combler des lacunes sur l'activité dans le département au XIXe siècle et pallier certaines éliminations sévères.

## Sources
- Les Guides des archives départementales.

1. 1 2  Guide des archives départementales des Landes, p. 259.
2. ↑  Guide des archives départementales de la Sarthe, p. 275.
3. ↑  Guide des archives départementales du Maine-et-Loire, p. 373.